# Concile de Chalcédoine
 (mars 2019).
Si vous disposez d'ouvrages ou d'articles de référence ou si vous connaissez des sites web de qualité traitant du thème abordé ici, merci de compléter l'article en donnant les références utiles à sa vérifiabilité et en les liant à la section « Notes et références ».

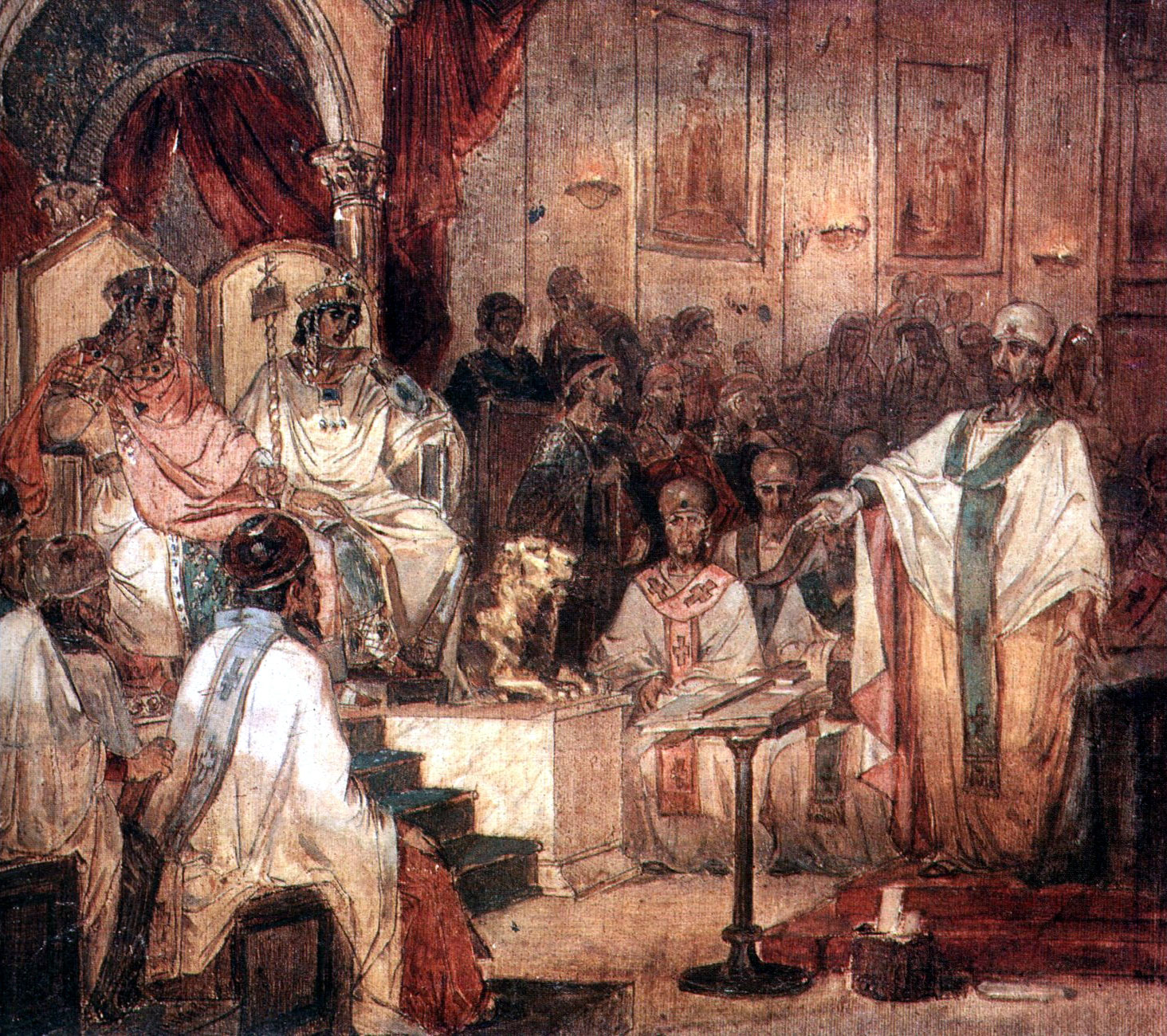
Le Concile de Chalcédoine, par Vassili Sourikov, 1876.

Le concile de Chalcédoine (en latin : concilium Chalcedonense ; en grec ancien : Σύνοδος τῆς Χαλκηδόνος) est le quatrième concile œcuménique du christianisme. Il a eu lieu du 8 octobre au 1er novembre 451 dans l'église Sainte-Euphémie de la ville éponyme, située aujourd'hui à Istanbul.
Convoqué par l'empereur byzantin Marcien et son épouse l'impératrice Pulchérie, le concile réunit 343 évêques, ce qui est exceptionnel. Seuls quatre d'entre eux viennent d'Occident. Dans la continuité des conciles précédents, il récuse en particulier le monophysisme. Il reprécise également la notion de personne divine (hypostase).
Ses principales conclusions, résumées dans le symbole de Chalcédoine, définissent le dyophysisme, c'est-à-dire les deux natures du Christ, vrai Dieu et vrai homme, parfait dans sa divinité comme dans son humanité. Elles marquent une étape essentielle dans le domaine de la christologie et sont acceptées, encore aujourd'hui, par les trois principales confessions chrétiennes : les orthodoxes, les catholiques et les protestants.
Les chrétiens antéchalcédoniens (ou préchalcédoniens), miaphysites, rejettent l'intégralité du concile, produisant ce qui forme les Églises des trois conciles.

## Présentation

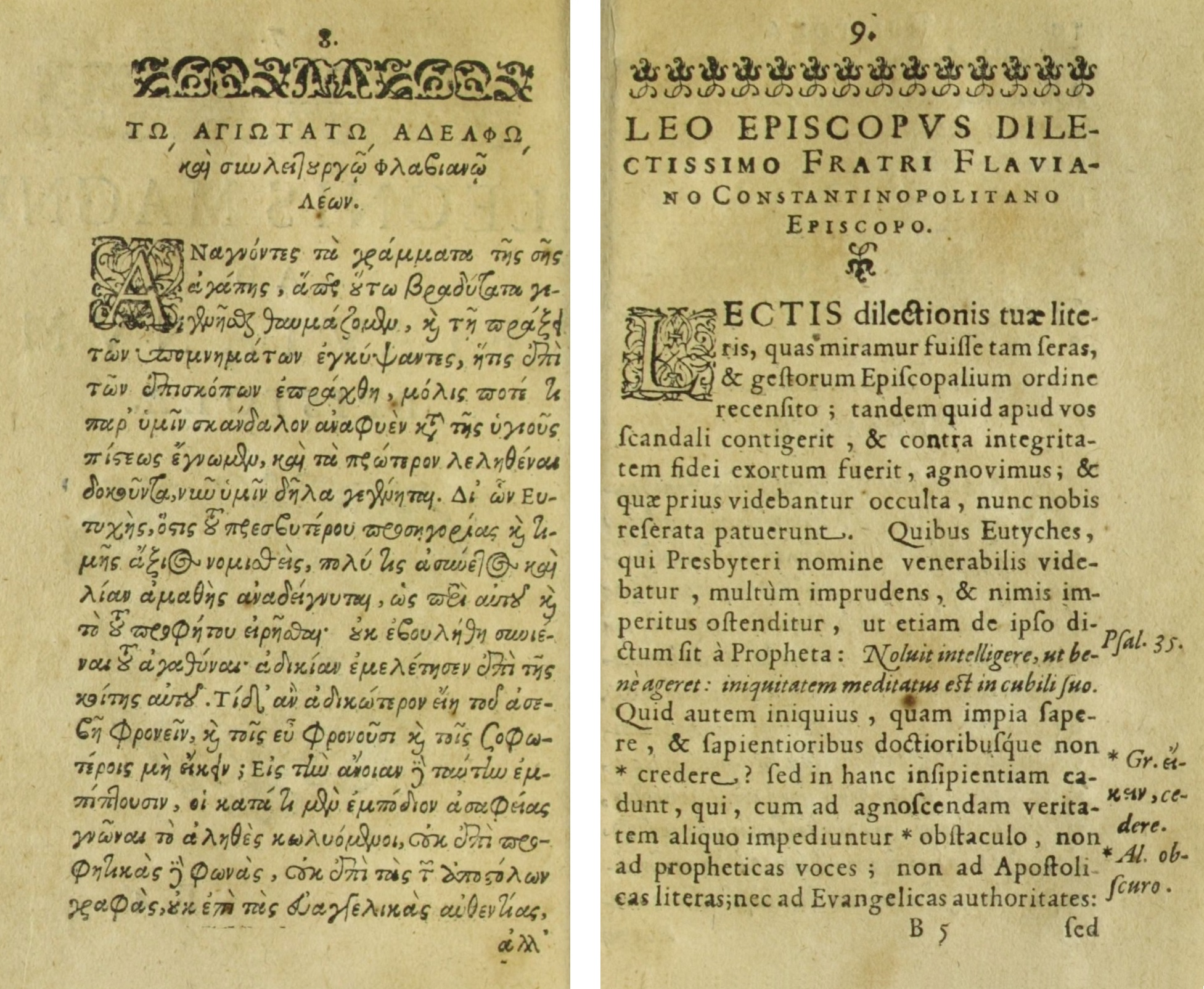
Le Tome à Flavien.

Réuni à partir du 8 octobre 451 en l'église Sainte-Euphémie de Chalcédoine, située aujourd'hui à Kadıköy, un quartier de la rive asiatique d'Istanbul, le concile rassemble 343 évêques dont quatre seulement viennent d'Occident. Il traite de diverses questions christologiques et condamne en particulier le monophysisme d'Eutychès sur la base de la lettre de l'évêque de Rome Léon le Grand intitulée Tome à Flavien et adressée au patriarche Flavien de Constantinople pour le soutenir dans sa condamnation d'Eutychès.
Le concile a aussi légiféré sur des questions d'organisation de l'Église. Ainsi le canon 2 considère que les ordinations de prêtres obtenues contre de l'argent sont nulles et prévoit que l'évêque qui en est responsable soit déposé.
Léon le Grand refuse d'accepter le vingt-huitième canon du concile qui, en attribuant à la ville de Constantinople le titre de « Nouvelle Rome », lui accordait de ce fait la primauté sur les autres patriarcats.

## Déroulement
À la première séance, le 8 octobre, les légats romains demandent la mise en accusation de Dioscore d'Alexandrie. Il est procédé au réexamen des actes du Deuxième concile d'Éphèse. Flavien de Constantinople est réhabilité.
Le 13 octobre, Dioscore d'Alexandrie est cité, sans succès, à comparaître. Il est déposé pour avoir excommunié le pape et le patriarche de Constantinople, avoir organisé un faux concile, avoir reçu Eutychès dans sa communion, avoir refusé de comparaître, et être coupable de la mort de Flavien de Constantinople.
Le 17 octobre, à la demande des commissaires impériaux, le concile proclame à l'unanimité la conformité du Tome de Léon avec le symbole de Nicée-Constantinople, après que les évêques d'Illyrie et de Palestine, jusqu'alors réticents, ont publiquement manifesté leur adhésion.
À la séance du 22 octobre, le concile entreprend l'élaboration de la définition de la foi. Un projet est présenté par Anatole de Constantinople. Il suscite l'opposition des légats romains qui menacent de repartir en Italie si le Tome de Léon ne figure pas dans le symbole. Pour éviter la rupture, une commission est constituée, sur proposition des commissaires impériaux. Elle réunit, autour d'Anatole de Constantinople et des trois légats romains, divers évêques. Elle aboutit à une définition de la foi, unanimement approuvée et promulguée officiellement lors de la séance solennelle, tenue en présence de Marcien, le 25 octobre.
Le concile s'efforce de régler des conflits de juridiction entre les sièges de Tyr et de Béryte, entre ceux de Nicomédie et de Nicée et, surtout, entre ceux d'Antioche et de Jérusalem auquel il reconnaît, le 26 octobre, l'autorité sur les trois Palestines.
Le 29 octobre, en l'absence des légats romains, le concile définit les privilèges du siège de Constantinople. Il lui reconnaît la deuxième place, après Rome, avec juridiction sur les diocèses du Pont, d'Asie et de Thrace. La décision est vivement contestée par les légats romains dès le 30 octobre.

## Actes du concile

### Profession de foi de Chalcédoine
5e session, 22 octobre 451, symbole de Chalcédoine:
À la suite des professions de foi de Nicée et de Constantinople, en accord avec les lettres synodales de Cyrille et le Tome à Flavien de Léon:
« Il (le concile) s'oppose en effet à ceux qui tentent de diviser le mystère de l'économie en une dualité de fils ; il repousse loin de l'assemblée des prêtres ceux qui osent dire passible la divinité du Fils unique ; il s'élève contre ceux qui imaginent, à propos des deux natures du Christ, un mélange ou une confusion ; il chasse ceux qui disent dans leur délire que la forme d'esclave que le Christ a reçue pour lui de nous est céleste ou de quelque autre substance ; et il anathématise ceux qui inventent la fable de deux natures du Seigneur avant l'union, mais n'en imaginent plus qu'une seule après l'union.
Suivant donc les saints pères, nous enseignons unanimement que nous confessons un seul et même Fils, notre Seigneur Jésus Christ, le même parfait en divinité, et le même parfait en humanité, le même vraiment Dieu et vraiment homme (composé) d'une âme raisonnable et d'un corps, consubstantiel au Père selon la divinité et le même consubstantiel à nous selon l'humanité, en tout semblable à nous sauf le péché, avant les siècles engendré du Père selon la divinité, et aux derniers jours le même (engendré) pour nous et notre salut de la Vierge Marie, Mère de Dieu selon l'humanité,
Un seul et même Christ, Fils, Seigneur, l'unique engendré, reconnu en deux natures, sans confusion, sans changement, sans division et sans séparation, la différence des natures n'étant nullement supprimée à cause de l'union, la propriété de l'une et l'autre nature étant bien plutôt gardée et concourant à une seule personne et une seule hypostase, un Christ ne se fractionnant ni se divisant en deux personnes, mais un seul et même Fils, unique engendré, Dieu Verbe, Seigneur Jésus Christ, selon que depuis longtemps les prophètes l'ont enseigné de lui, que Jésus Christ lui-même nous l'a enseigné, et que le Symbole des pères nous l'a transmis. »

## Postérité
Lors du concile, la formulation de la « profession de foi » fut contestée par le patriarche Dioscore d'Alexandrie. La déposition du patriarche entraîna le refus d'une partie de l'Église d'Alexandrie de toutes les décisions du concile. Il fut cependant envoyé en exil et remplacé par Protérius d'Alexandrie. Ce dernier fut ensuite assassiné par une foule copte en colère contre celui qui avait lutté contre les antéchalcédoniens. À sa mort, l'Église d'Alexandrie implose, une partie des évêques s'avère fidèle à la théologie chalcédonienne tandis que l'autre crée son propre patriarcat. Une partie de l'Église d'Antioche, favorable également à la formulation miaphysite (une seule nature unissant la nature divine et l'humanité, sans être confondues ni séparées), créant ainsi la scission dite monophysite (une nature humaine et une nature divine sans séparation et sans changement et avec une seule volonté, la nature divine a absorbé la nature humaine dans une fusion). L'Église d'Arménie, quant à elle, se sépara peu à peu de la profession de foi chalcédonienne aux conciles de Dvin de 506 et de 555, sans toutefois l'excommunier. Elle anathématise alors Dioscore d'Alexandrie et Sévère d'Antioche.

#### Banques de données, dictionnaires et encyclopédies
- Notices dans des dictionnaires ou encyclopédies généralistes :   - Britannica
  - Den Store Danske Encyklopædi
  - Dizionario di Storia
  - Enciclopedia De Agostini
  - Gran Enciclopèdia Catalana
  - Hrvatska Enciklopedija
  - Internetowa encyklopedia PWN
  - Universalis
- Notices d'autorité :   - VIAF
  - ISNI
  - BnF (données)
  - IdRef
  - LCCN
  - GND
  - CiNii
  - Espagne
  - Pologne
  - Israël
  - NUKAT
  - Vatican
  - Australie
  - Norvège
  - Tchéquie
  - Lettonie
  - Grèce
  - WorldCat